# Sloanea stipitata
Sloanea stipitata är en tvåhjärtbladig växtart som beskrevs av Richard Spruce och George Bentham. Sloanea stipitata ingår i släktet Sloanea och familjen Elaeocarpaceae. Inga underarter finns listade i Catalogue of Life.